# ایلزه اشتپات
ایلزه اشتپات (انگلیسی: Ilse Steppat؛ ۳۰ نوامبر ۱۹۱۷ – ۲۱ دسامبر ۱۹۶۹) بازیگر اهل آلمان بود. وی بین سال‌های ۱۹۳۲ تا ۱۹۶۹ میلادی فعالیت می‌کرد.
از فیلم‌ها یا برنامه‌های تلویزیونی که وی در آنها نقش داشته‌است می‌توان به روز هشتم هفته، در خدمت سرویس مخفی ملکه، موش‌ها اشاره کرد.